# Myxodes ornatus
Myxodes ornatus är en fiskart som beskrevs av Stephens och Springer, 1974. Myxodes ornatus ingår i släktet Myxodes och familjen Clinidae. Inga underarter finns listade i Catalogue of Life.